# ランドルフ・チャーチル (1849-1895)
ランドルフ・ヘンリー・スペンサー＝チャーチル卿（英: Lord Randolph Henry Spencer-Churchill,  PC, DL, 1849年2月13日 - 1895年1月24日）は、イギリスの政治家。
ヴィクトリア朝の保守党において、ディズレーリの「トーリーデモクラシー」の継承者を自任し、党執行部に従わない独自活動を行った。とりわけ保守党議会外大衆運動組織の影響力の拡大に力を注いだ。第一次ソールズベリー侯爵内閣でインド大臣（在職1885年6月24日-1886年1月26日）、第二次内閣で大蔵大臣（在職1886年8月3日-1886年12月23日）を務めるも、予算案をめぐって首相ソールズベリー侯爵に挑戦した結果、失脚した。
卿（Lord）の称号が付いているのは公爵の三男だからであり、法的身分は平民だった。
20世紀中期のイギリスの首相ウィンストン・チャーチルは息子である。

## 概要
1849年に第7代マールバラ公爵ジョン・スペンサー＝チャーチルの三男として生まれる（→生誕）。イートン校からオックスフォード大学マートン・カレッジへ進学。1874年にアメリカ人投機家の娘ジャネット・ジェロームと結婚し、長男ウィンストンを儲けた（→ 政界入りまで）。
1874年の解散総選挙でマールバラ公爵家の領地であるウッドストック選挙区から保守党候補として出馬して庶民院議員に初当選した（→庶民院議員に初当選）。
1876年、兄ブランドフォード侯爵ジョージと皇太子バーティ（後のエドワード7世）の愛人争いに首を突っ込んで皇太子の逆鱗に触れ、一時国外へ逃れる羽目になった（→皇太子との対立）。その後首相ベンジャミン・ディズレーリの執り成しで帰国できたが、直後の1877年から1880年までアイルランド総督に就任した父マールバラ公爵の秘書としてアイルランドに派遣された（→アイルランド勤務）。
1880年に自由党政権のウィリアム・グラッドストン内閣が発足すると、「第四党」と呼ばれる保守党若手議員の小グループを形成し、グラッドストンに対して弱腰な保守党庶民院院内総務サー・スタッフォード・ノースコート准男爵を差し置いて、強力なグラッドストン批判を展開して注目を集めた（→「第四党」）。
1881年に党首ディズレーリが死去すると「トーリー・デモクラシー」の後継者を自任し、より活発に独自活動するようになった。とりわけ保守党の議会外組織の権限を強化して一般党員の世論を党執行部に汲み上げることに尽力した。「宗教・国制・大英帝国護持」というディズレーリの思想を旗印にした保守党議会外大衆運動組織「プリムローズ・リーグ」の結成・指導にあたり、同組織を同時代最大の大衆組織に成長させた。既存の保守党議会外組織保守党協会全国同盟（NUCA）でも活躍し、その影響力を拡大させるべく奔走した（→議会外大衆組織の育成）。
1885年6月の第1次ソールズベリー侯爵内閣にインド大臣として入閣。ビルマへの軍事侵攻と同国の英領インド帝国への併合を実施した。しかし1886年1月に内閣が倒れたため、短期間で退任することとなった（→第一次ソールズベリー侯内閣のインド担当相）。
1886年7月の総選挙で激しいグラッドストン政権批判を行って保守党の勝利に貢献した。8月に第2次ソールズベリー侯爵内閣が発足するとその大蔵大臣・庶民院院内総務となったが、軍事費削減を予算案に盛り込もうとしたことで首相ソールズベリー侯爵と対立を深め、12月には内閣を追われた（→第二次ソールズベリー侯内閣の蔵相）。
その後は政界の中枢に返り咲くことなく、梅毒となって全身麻痺となり、1895年には死去した（→晩年と死去）。
ディズレーリに憧れて「トーリーデモクラシー」「労働者階級保守主義」といった理念を吹聴し、機知や毒舌を持った政治家であったが、ディズレーリに比べると真剣さが足らず、保守党内における不可欠性が劣った。性格は短気で衝動的であり、コンプレックスが強かった。また酒乱であった（→人物）。

## 生涯

### 生誕
1849年2月13日にロンドンに生まれる。父は後に第7代マールバラ公爵となるブランドフォード侯爵ジョン・ウィンストン・スペンサー＝チャーチル。母はその夫人で第3代ロンドンデリー侯爵チャールズ・ヴェーンの娘であるフランセス・アン。
ランドルフは夫妻の三男であり、長兄にサンダーランド伯爵ジョージ（1844年-1892年）、次兄にフレデリック卿（1846年-1850年）がいたが、次兄は早世している。
祖父である第6代マールバラ公爵ジョージは奇行が多い人物だった。とりわけ偽装結婚をして危うく重婚罪に問われかけた件でマールバラ公爵家の家名は泥にまみれ、貴族社会から除け者にされていた。家名回復を図らねばならない時期だったが、結果的にはランドルフ卿とその兄の傍若無人さのせいで家名はさらに堕ちることになる。
ランドルフ卿が8歳の頃に祖父が死去し、父が第7代マールバラ公爵位を継承した。

### 政界入りまで

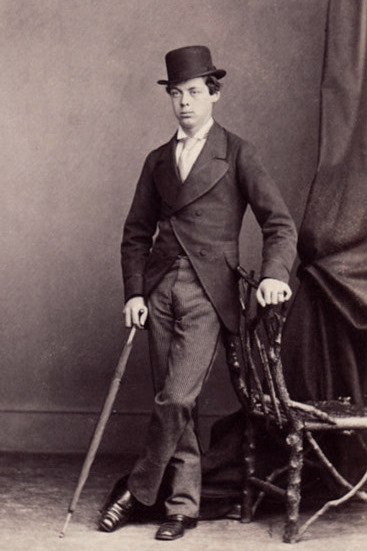
1860年代のランドルフ・チャーチル卿

1863年1月にイートン校に入学したが、校内では上唇の太さ、出目、犬のチンに似た顔などが原因でからかわれた。あだ名は「グースベリ・チャーチル」だった。嘲笑に屈しないため、弁論術を磨いて後の毒舌を身に付けた。平民出身者を心より軽蔑するようになり、その毒舌は主として自分より身分の低い者にばかり向けられた。
1867年10月にオックスフォード大学マートン・カレッジへ進学した。大学時代は狩猟にはまっていた。
1870年に大学を卒業した後の4年間、マールバラ公爵家の居城ブレナム宮殿で狩猟をして過ごした。1871年2月9日に兄ブランドフォード侯とともにフリーメイソンのチャーチル・ロッジ(Churchill Lodge)に加入している。
1873年8月12日にイギリス商船上の舞踏会でパリ在住のアメリカ人投機家レナード・ジェロームの娘ジャネット・ジェロームと知り合った。美人のジェロームがたまたまランドルフに微笑みかけたことでランドルフはすっかり一目ぼれした。ランドルフはダンスが下手だったのでジェロームと二人きりで話をする状況に持ち込んだ。ランドルフの動作は不器用でぎこちなく、しゃべることは独り善がりの貴族主義だったが、ジェロームは貴族の傲慢さには慣れていたので特に不快には感じなかったという。それよりこの独善ぶりではいつか挫折して傷付く時が来ると思ってランドルフを守りたいと思ったという。この時の出会いから二人は瞬く間に恋仲となり、ランドルフは3日後にはジェロームにプロポーズしたという。
しかし父マールバラ公爵はジャネットの父レナードのことを「胡散臭いニューヨークの投機家」と看做しており、結婚に強く反対した。だが二人の意思は固く、マールバラ公爵もついに諦めた。その代わりにマールバラ公爵はレナードから大金を無心した（当時マールバラ公爵家はかなり家計が逼迫していた）。
こうして二人は1874年4月15日にパリのイギリス大使館で結婚式を挙げることになった。11月には長男ウィンストンが生まれた。

### 庶民院議員に初当選
結婚式の少し前の1874年1月から2月に解散総選挙があり、その選挙にランドルフはウッドストック選挙区から保守党候補として出馬した。この選挙区はマールバラ公爵家の領地であり、父マールバラ公爵が候補者の指名権をもっていたので出馬は容易だった。
演説に自信がなかったため、カンニングペーパーを作ってシルクハットの中に隠してそれを読み上げていた。マールバラ公爵家が圧倒的に強い影響力を持つ選挙区ではあるが、それでも不安を感じていた父マールバラ公爵は酒場を貸し切って、息子に投票することを約束してくれた有権者に無料で酒をふるまうなど工作活動に励んだ。
こうした努力の甲斐あって、選挙の結果、ランドルフ卿は庶民院議員に初当選した。

### 皇太子との対立

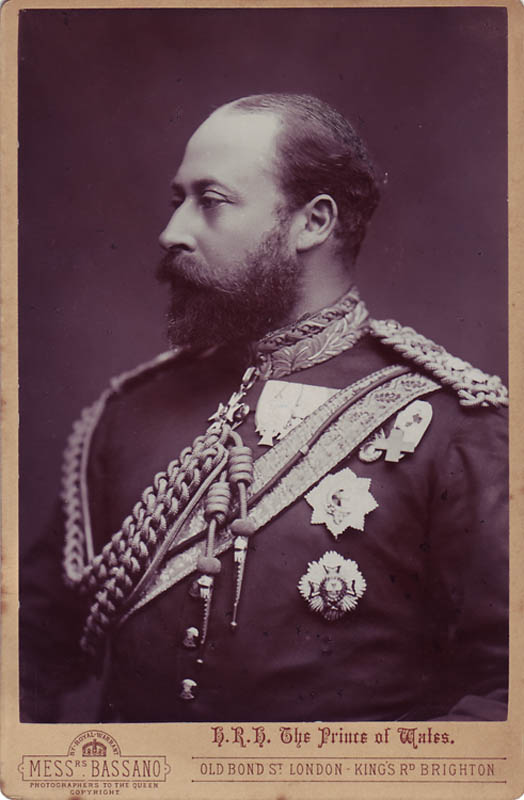
皇太子バーティ（後のエドワード7世）

1876年、長兄ブランドフォード侯爵ジョージが皇太子アルバート・エドワード（愛称バーティ、後の英国王エドワード7世）の愛人だったエイルズフォード伯爵夫人と愛人関係になった。この時期バーティやエイルズフォード伯爵は英領インドを訪問しており、イギリスを不在にしていた。そのためインドから戻ったバーティとエイルズフォード伯爵はこれに驚き、ブランドフォード侯爵を批判し、エイルズフォード伯爵夫人と愛人関係を続けるつもりなら妻アルバーサとは離婚するべきだと主張した。
皇太子バーティがエイルズフォード伯爵夫人に送ったラブレターを手に入れたブランドフォード侯爵はこれを弟ランドルフ卿に見せた。激昂したランドルフは「殿下のほうがエイルズフォード伯爵夫人を良く知っておられるようではないか」「もしエイルズフォード伯爵が離婚訴訟を起こしたら、こちらはこの手紙を公表する。そうなったらもはや殿下は王位を継ぐことはできないだろう」といって皇太子を脅迫した。
怒った皇太子はランドルフにフランスでの決闘を申し込んだ。皇太子は射撃の名手であり、もし本当に決闘になったらランドルフに勝ち目はなかった。ランドルフは「将来国王になられる方に剣を向けるわけにはまいりません」とかわした。しかしやがてヴィクトリア女王からも睨まれるようになり、マールバラ公爵家はますます貴族社会から除者にされていった。立場が危うくなったランドルフ卿は岳父を頼って一時ニューヨークへ逃れた。
その後、ランドルフの向う見ずさを気にいった首相・保守党党首ベンジャミン・ディズレーリが皇太子をなだめてくれたおかげで、ランドルフ卿はイギリスへ帰国できた。

### アイルランド勤務
帰国はできたものの、ほとぼりが冷めるまでイングランド外にいた方が良いとディズレーリ首相から勧められた。ディズレーリは父マールバラ公爵にアイルランド総督職を与え、ランドルフも父の秘書としてそれに同行することになった。
1877年1月にアイルランド・ダブリンに到着し、公爵夫妻はフェニックス・パークの総督官邸、ランドルフ一家はその近くのリトル・ロッジで暮らすようになった。
しかし時々イングランドへ帰っては庶民院で毒舌をふるった。政府のアイルランド政策を「進歩という名のもとに行われる犯罪行為」と批判する演説も行い、政府を戸惑わせることもあった。「ランドルフ卿の演説はアイルランド総督の公式見解なのか」という政府の問い合わせに対してマールバラ公爵は「ランドルフについて私のできる唯一の釈明は、あの男は狂気か、あるいは、この地方のシャンパンや赤ワインに頭をやられたに違いないということだ」と回答している。
1880年、ウィリアム・グラッドストンを首相とする自由党政権が発足し、保守党は野党となったため、マールバラ公とランドルフのアイルランドでの任務も終わった。

### 「第四党」

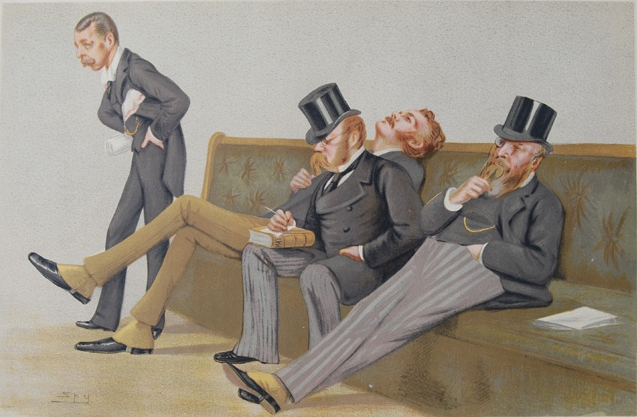
第四党を描いた『バニティ・フェア』誌の戯画。左からランドルフ卿、アーサー・バルフォア、ヘンリー・ドラモンド・ウォルフ、ジョン・エルドン・ゴースト。

野党となった保守党だが、保守党庶民院院内総務を務める元蔵相サー・スタッフォード・ノースコート准男爵は温和な人柄で政権批判に向いているとはいえなかった。しかも彼はかつてグラッドストンの秘書であったため、今でもグラッドストンに敬意を払い続けていた。
この政権攻撃力の弱いリーダーにうんざりしたランドルフは、アーサー・バルフォア、サー・ヘンリー・ドラモンド・ウォルフ、ジョン・エルドン・ゴーストとともに「第四党」と呼ばれるノースコートに造反する独自グループを形成するようになった。「第四党」はノースコートを差し置いてグラッドストンを激しく攻撃し、とりわけランドルフはグラッドストン叩きの専門家と化していった。自党の古参議員たちに対する反抗心でやっている面も強かったので、自由党政権提出の法案を保守主義の方向ではなく民主主義の方向へ修正しようとすることもしばしばあった。
ランドルフが注目される政治家になったのはこの「第四党」の活動をはじめてからである。
党執行部の意思を無視して独自活動する「第四党」は党内でも批判を受けたが、党首ディズレーリは、若手議員の頃に「ヤング・イングランド」という同種の活動をしていたこともあってか、「第四党」の活動に好意的であったという。ディズレーリから励ましの言葉をもらったランドルフ卿は、後に「ディズレーリの後継者」という立場を固めやすくなった。
1881年4月にディズレーリが死去した。突然の死であったため、保守党は後任の党首を決めることができなかった。当面の間、保守党全体の党首は置かず、庶民院保守党をノースコートが、貴族院保守党をソールズベリー侯爵が指導するという二頭態勢が取られることになった。
ランドルフはノースコートを排除して自分が保守党庶民院院内総務の地位を手に入れることを目論んでおり、同じ名門貴族出身者として親近感があったソールズベリー侯爵が党首となることを支持するようになった。「第四党」の活躍によりノースコートは影の薄い存在となっていき、ソールズベリー侯爵が実質的な党首の地位を固めていった。
ソールズベリー侯爵が「権力は、ますます議会から演壇に移りつつある」と述べた通り、議場において派手なパフォーマンスをした議員が注目される時代になっていた。保守党内で一番パフォーマンスが光っていたのはグラッドストンをとことんコケにできるランドルフだった。同じく高いパフォーマンス能力を持った自由党のジョゼフ・チェンバレンに対抗できるのも彼しかいなかった。

### 議会外大衆組織の育成
ランドルフがパフォーマンスと並行して力を入れたのが保守党の議会外組織の活動だった。とりわけ重要なのは保守党と有権者を結び付ける役割を果たしていた保守党協会全国同盟（NUCA）であった。ランドルフ卿は1883年10月にもNUCAの権限を強化すべきことを提案して衆目を集めた。
またディズレーリの死後、ランドルフは「ディズレーリのトーリー・デモクラシーの後継者」を自称するようになった。そこには「トーリー・デモクラシーこそ志半ばで倒れた前党首が示した道であり、その継承者である自分が党を指導するべき」という意味が込められていた。ランドルフはディズレーリの魂を継承する組織を作るべく奔走し、1883年11月17日に保守党の社交界カールトンクラブの会合で「プリムローズ・リーグ」の結成を発表した。リーグの目的はディズレーリが目指した物、つまり「宗教、国制、大英帝国の護持」と定められた。NUCAは自由党の同種の組織「自由党全国連盟」に比べて大衆を運動員として動員する能力が低かったので、これを憂慮したランドルフはプリムローズ・リーグをNUCAより広い階層の大衆の意見をくみ上げる大衆運動組織にしようと考えたのであった。にもかかわらずランドルフははじめこの組織をエリートだけが加入できる準秘密結社にしたがっていた。これについてはウォルフが「無神論者と大英帝国の敵を除く全ての階級・信条の者に開かれた組織にすべきだ」と説得して止めた。その結果、リーグは「宗教、国制、大英帝国の護持のために私の持てる力の全てを捧げることを女王陛下への忠誠心にかけて誓う」と宣誓した者は誰でも受け入れられることになった。リーグは労働者層の心をとらえ、この時代最大の大衆組織となった。リーグがこれだけ労働者層に広く受け入れられたのは「宗教、国制、大英帝国の護持」というスローガンが単純で包括的だったからと見られている（細かい政策には踏み込まなかった）。
一方NUCAでも影響力を拡大させ、1884年2月にはNUCA評議会議長に就任した。以降ランドルフは「NUCAで示される一般党員の世論が党執行部の決定に反映されるべきである」と訴えるようになった。しかし一般党員が議会保守党を拘束するなど、ソールズベリー侯爵以下保守党執行部には到底認められるものではなかった。結局ランドルフは1884年7月にソールズベリー侯爵と協定を結んだ。これによりランドルフはNUCA議長から退任することになったが、代わりに次期組閣時にはしかるべきポストが提供され、またプリムローズ・リーグを執行部が公認することとなった。

### 第一次ソールズベリー侯内閣のインド担当相

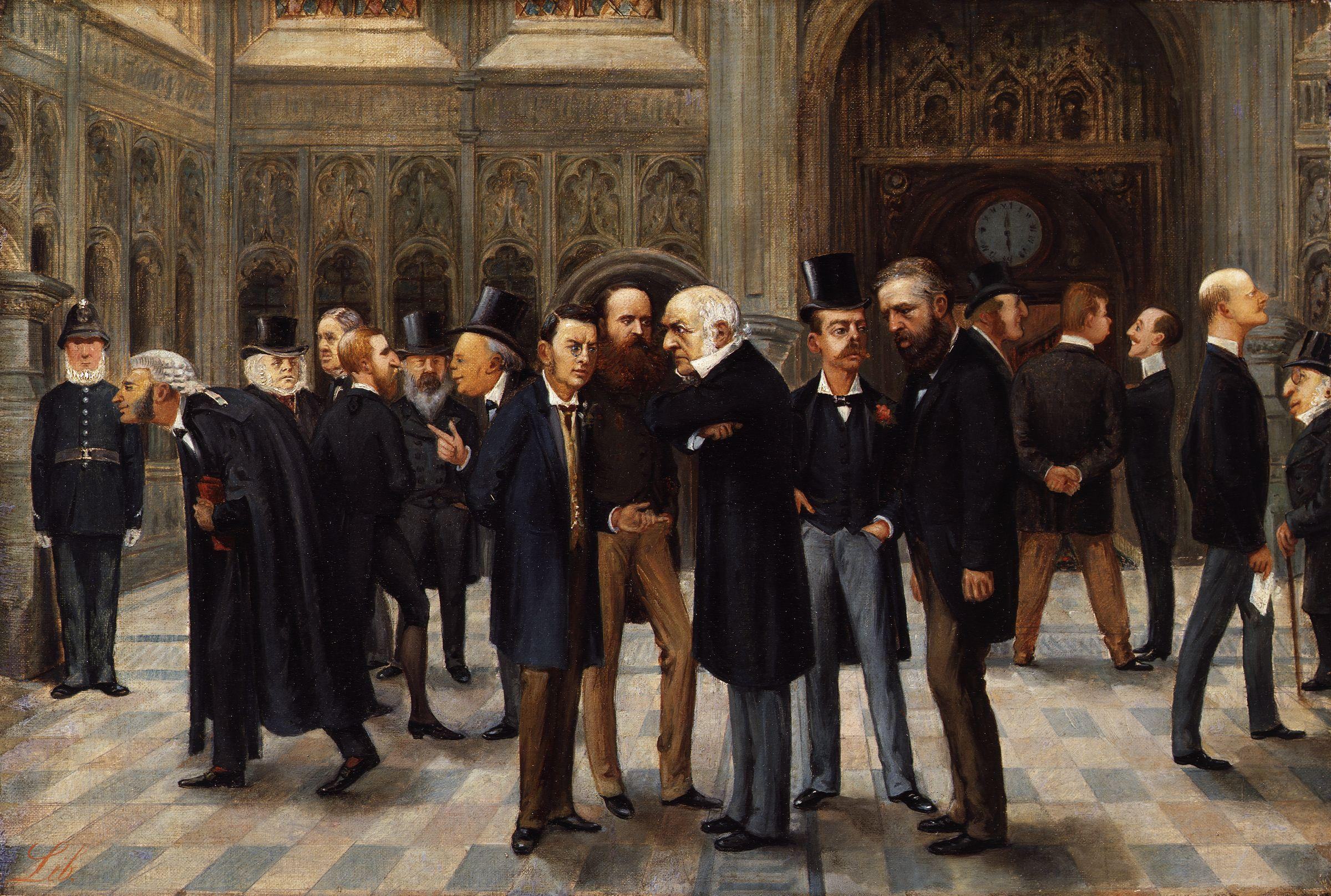
庶民院議場のロビーを描いた戯画。チェンバレンとグラッドストンとパーネルが話している。グラッドストンの後ろにランドルフ卿とハーティントン侯爵がいる（1886年11月30日『バニティ・フェア』誌）

時限立法であるアイルランド強圧法の期限が迫る1885年、グラッドストン内閣アイルランド担当相ジョージ・トレヴェリアンは強圧法の延長を求めたが、これに対してランドルフはアイルランド国民党党首チャールズ・スチュワート・パーネルに接近を図り、保守党が政権をとったら強圧法を廃止することを確約した。
これによってパーネルの支持を取り付けた保守党は、グラッドストン内閣を倒閣し、1885年6月に第一次ソールズベリー侯爵内閣を成立させた。ランドルフは同内閣にインド大臣として入閣した。在任期間はわずか数カ月であったが、その間にインド・ミッドランド鉄道（Indian Midland Railway）の創設に尽力し、また外交面ではビルマ王ティーボーを危険視し、インド総督ダファリン伯爵にビルマ侵攻を実施させ、同国を英領インド帝国に併合させた（第三次英緬戦争）。
しかし1885年11月の総選挙で保守党が敗れ、翌年1月から召集された議会で自由党とアイルランド国民党が連携した結果、内閣は早々に敗北して総辞職することとなった。

### 第二次ソールズベリー侯内閣の蔵相
その後、再び政権についたグラッドストン自由党政権はアイルランド自治法案をめぐって分裂し、ジョゼフ・チェンバレンらが自由党を離党して自由統一党を結成した。保守党と自由統一党の連携の結果、アイルランド自治法は否決され、グラッドストンは議会を解散した。選挙戦にはランドルフ卿が活躍し、辛辣なグラッドストン政権批判を展開した。その結果、1886年7月の総選挙で自由党は敗れ、グラッドストン内閣は総辞職。8月には自由統一党の閣外協力を得て第二次ソールズベリー侯爵内閣が発足した。ソールズベリー侯爵は党内の反対論を抑えて、総選挙の功労者ランドルフを庶民院院内総務兼大蔵大臣に任じた。庶民院院内総務の地位を得たことは事実上次期首相であることを意味していた。
しかしこれにいい気になったランドルフは首相ソールズベリー侯爵を軽んじるようになり、独自路線をとることが増えた。
ランドルフは所得税・茶税・たばこ税の減税と相続税・固定資産税の増税、また軍事費削減などの緊縮を柱とする予算案の作成を行ったが、陸軍大臣ウィリアム・ヘンリー・スミスがこれに反発して首相ソールズベリー侯爵に仲裁を求めた。ソールズベリー侯爵はスミス陸相を支持したが、それに反発したランドルフは『タイムズ』紙に辞職の意を表明し、それによってソールズベリー侯爵を翻意させようとした。
しかしもともとソールズベリー侯爵にとってランドルフは、自由党のチェンバレンに対抗するための道具であり、チェンバレンが自由党を離れて閣外協力者となった今、さほど必要のない存在になっていた。党内にランドルフに同調しようという動きも見られなかった。そのためソールズベリー侯はランドルフの辞任の申し出をあっさりと了承し、保守党と自由統一党の連携強化の企図からジョージ・ゴッシェンを後任の蔵相とした。この人事に関して、ランドルフ自身は「ゴッシェンのことを忘れておったわ」とほぞを噛んだという。

当時37歳であったランドルフは首相目前まで迫りながら、これをもって失脚した。ランドルフが保守党の中枢に戻れる日は二度とこなかった。

### 晩年と死去

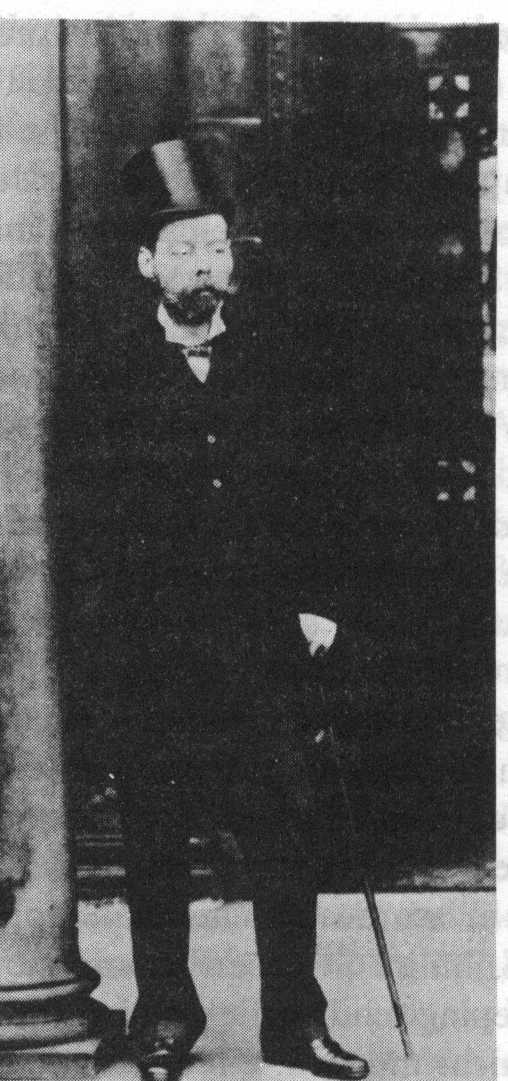
1894年のランドルフ・チャーチル卿

梅毒で全身麻痺となったランドルフは、1890年代に入るとその死が近いことは明らかとなった。
最後の思い出作りのため、ランドルフと妻のジャネットは1894年に世界旅行に出た。アメリカ、イギリス領カナダ、日本、イギリス領香港、イギリス領シンガポール、イギリス領ラングーンなどをめぐった。旅行中に死ぬ可能性もあったため、棺桶をもっていったという。
旅行中ランドルフは自分の偉大さを語り続け、妻ジャネットが自分から目を離しそうになると彼女に銃を突きつけて自分から目を離すなと指示したという。
1894年末にロンドンに帰国したが、翌年1月24日にはロンドンの自邸で死去した。
この頃サンドハースト王立陸軍士官学校を出たばかりの21歳の長男ウィンストン・チャーチルが聞いたランドルフの最後の言葉は「おお、馬を手にいれたのかい？」であったという。当時ランドルフは経済的に困窮しており、ウィンストンへの仕送りも十分ではなかった。そのためウィンストンは馬の費用を手に入れるのに四苦八苦していたのだった。ランドルフはロスチャイルド家の支援を受けて南アフリカの金鉱株を買っており、この株は南アフリカ鉱山ブームで20倍に高騰していたが、これもほとんどは借金返済に消えたという。
葬儀はウェストミンスター大寺院で挙行され、ブレナム宮殿近くの教会に葬られた。
ウィンストンは父の仕事を引き継ぐべく、1898年の庶民院議員選挙に出馬したが、この時は落選した。第二次ボーア戦争に従軍して名声をあげて帰国した後の1900年の総選挙で初当選を果たした。
この時ジョゼフ・チェンバレンは「ランドルフ卿の息子は父から独創性と勇気という偉大な資質を受け継いだようだ」と評したという。

## 人物

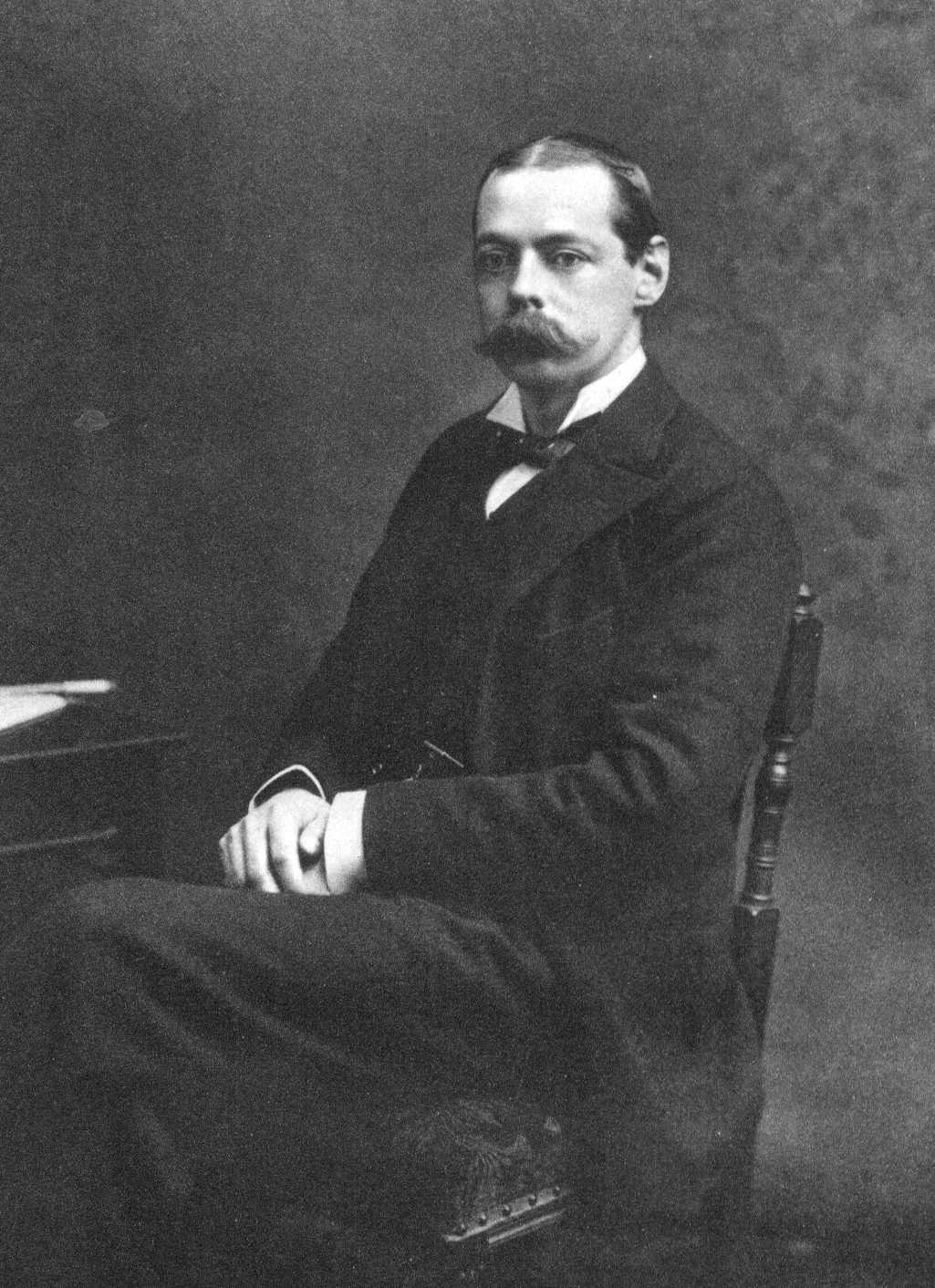
1883年のランドルフ・チャーチル卿

公爵の子息ながらにディズレーリの「トーリー・デモクラシー」路線の継承者を自任した人物である。そういう立場をとるようになったのは、皇太子との喧嘩で国を追われたことにより「体制側」に強い憎しみを持つようになったのが原因だという。
しかし基本的にランドルフには政治的定見はなかったともいわれる。「トーリー・デモクラシー」「労働者階級保守主義」という抽象的な理念はよく口にしたが、具体的計画は何も立てなかったからである。「トーリー・デモクラシーとは何ですか」と聞かれた時にランドルフは「要するに機会主義のことです」と答えたことがある。
ただディズレーリを意識していた事は間違いないらしく、その機知、毒舌、ユーモアはディズレーリに通じる物があった。もっともランドルフはディズレーリと比べると真剣さが足らないところがあり、政権担当能力を疑われていた保守党を立て直したディズレーリに比べ、ランドルフ卿は党にとっての不可欠性という意味で劣っていた（特にジョゼフ・チェンバレンが保守党政権に閣外協力するようになってからは）。ランドルフが積極的に取り組んだ保守党議会外組織の発展も彼の存在感を高めたというよりは、地方の長たちの存在感を高めた。
ランドルフは自由党で同じような役割を果たしていたジョゼフ・チェンバレンともよく対比される。二人の違いとしては自由党と保守党の環境の違いがあげられる。チェンバレンは貴族を攻撃することが可能だったが（チェンバレンは貴族のホイッグ派が自由党から消えた方が自由党は強くなると確信していた）、ランドルフにそれは不可能だった。保守党は貴族・地主によって支えられた党であるため、彼らを追放したら保守党は崩壊だった。
性格は短気で熱しやすく、衝動的だった。酒乱でもあり、半ば狂気に見えるときもあったという。またコンプレックスが強く、学生時代に笑われた太い上唇を隠すために長いひげを生やし、また身長を高く見せようとシークレットブーツをはいていた。
ランドルフを切り裂きジャックとする説があるが、定かではない。

## 栄典
- 名誉法学博士号（LLD）（ケンブリッジ大学名誉学位）[5]
- オックスフォードシャー副統監（DL）[5]

## 家族
アメリカ人投機家レナード・ジェロームの娘ジャネット・ジェロームと結婚し、長男ウィンストンと次男ジョン・ストレンジの二子を儲けた。長男ウィンストンは政治家、次男ジョン・ストレンジは株売買人となった。
ランドルフ卿とウィンストンが長時間にわたって語り合ったことは数回しかなかったという。そのためウィンストンが父の事績を詳しく知ったのは父の伝記を書いた時のことだったという。
父と会うことこそ少なかったが、若きウィンストンはいつの日か父が首相になると信じて疑わなかったという。また、ランドルフ卿も、ふとしたことからウィンストンが軍人志望であることを知ると（昼寝をしていた息子の読みかけの本の内容から察したという）、士官学校入学など、息子が軍人になるための援助を惜しまなかった。
ランドルフ卿の死からちょうど70年にあたる1965年1月24日、ウィンストンが90年の生涯を閉じている（→ウィンストン・チャーチルの死と国葬）。